# Большеатменское сельское поселение
Большеатме́нское се́льское поселе́ние (чув. Мăн Этмен ял тăрăхĕ) — муниципальное образование в Красночетайском районе Чувашии Российской Федерации.
Административный центр — деревня Большие Атмени.

## История
Статус и границы сельского поселения установлены Законом Чувашской Республики от 24 ноября 2004 года № 37 «Об установлении границ муниципальных образований Чувашской Республики и наделении их статусом городского, сельского поселения, муниципального района и городского округа».

## Население
| 2010 | 2012  | 2013  | 2014  | 2015 | 2016 | 2017 |
| ---- | ----- | ----- | ----- | ---- | ---- | ---- |
| 1120 | ↘1093 | ↘1055 | ↘1008 | ↘989 | ↘943 | ↘932 |
| 2018 | 2019  | 2020  | 2021  |      |      |      |
| ↘873 | ↘853  | ↘839  | ↘807  |      |      |      |

## Состав сельского поселения
| № | Населённый пункт | Тип населённого пункта          | Население |
| - | ---------------- | ------------------------------- | --------- |
| 1 | Аликово          | деревня                         | ↗343      |
| 2 | Большие Атмени   | деревня, административный центр | ↗272      |
| 3 | Малиновка        | деревня                         | ↗42       |
| 4 | Малые Атмени     | деревня                         | ↗140      |
| 5 | Мочковаши        | деревня                         | ↗330      |
| 6 | Шумшеваши        | деревня                         | ↗316      |